# Transparencia (filosofía)
En epistemología, transparencia es la propiedad de un conjunto definida como se indica seguidamente:
- Un conjunto E es débilmente transparente en cuanto a un elemento S, sí y solo sí cuando S está en el conjunto E, puede saberse que efectivamente S está en dicho conjunto.

- Un conjunto E es fuertemente transparente en cuanto a un elemento S, sí y solo sí cuando S está en el conjunto E, puede saberse que efectivamente S está en el conjunto E, y además cuando S no está en dicho conjunto, puede saberse que efectivamente S no está en el cpnjunto E.

El sufrimiento generalmente es considerado como fuertemente transparente, ya que cuando alguien sufre, él sabe inmediatamente que está sufriendo, y cuando no sufre, también sabe inmediatamente que no sufre.
La transparencia es importante para el estudio del autoconocimiento y del metaconocimiento.